# Подільське намісництво
Поді́льське намі́сництво (рос. Подольское наместничество) — адміністративно-територіальна одиниця в Російській імперії в 1793–1796 роках. Адміністративний центр — Кам'янець-Подільський. Створене 12 травня 1793 року на основі Подільського й південної частини Волинського воєводства. Складалося з 12 повітів. 23 грудня 1796 року перетворене на Подільську губернію.

## Історія
Діловодство велося російською і польською мовами. 23 грудня 1796 царським указом Подільське намісництво реорганізується в Подільську губернію.

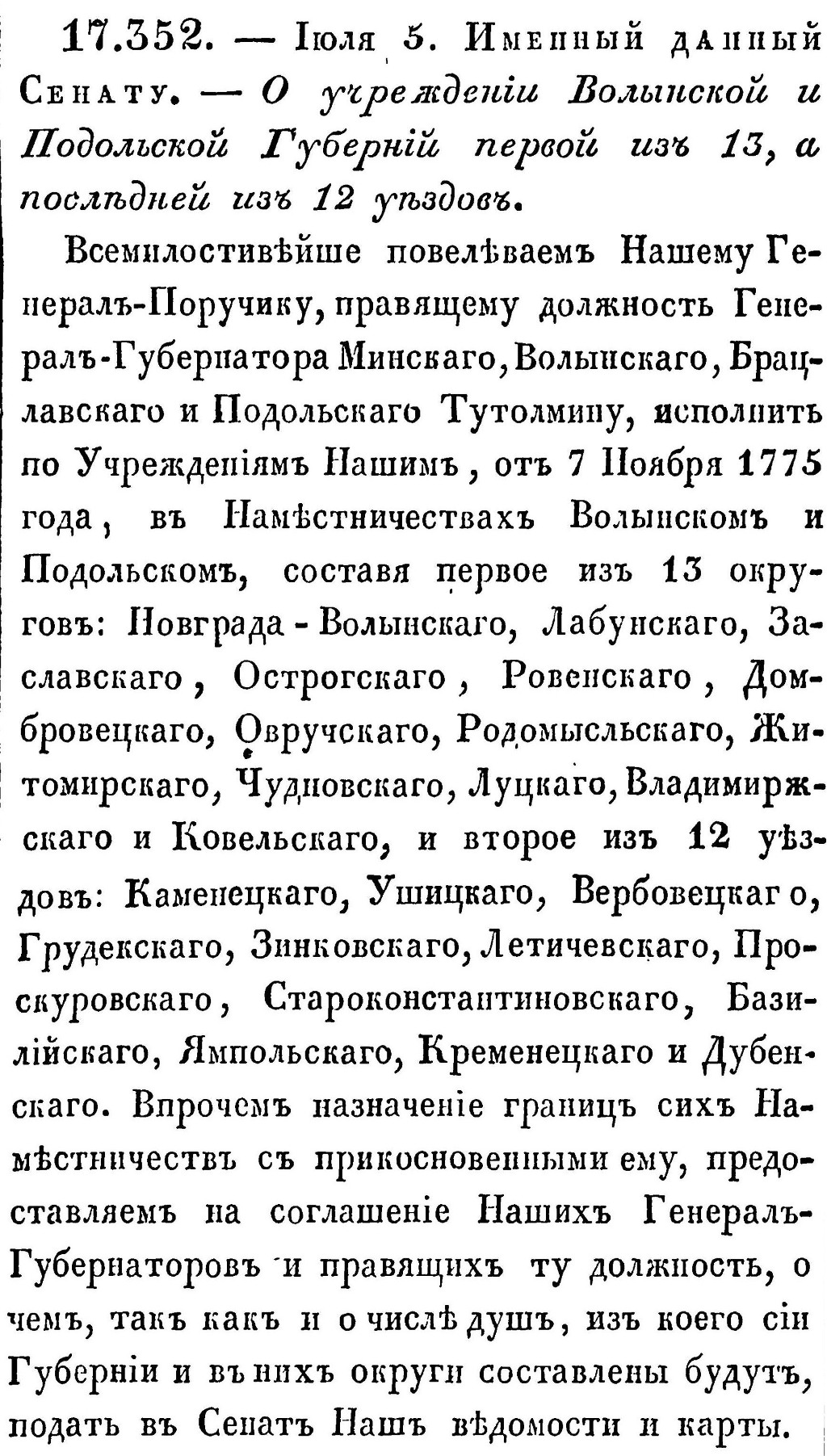
Указ № 17352

## Повіти
1. Базилійський повіт
2. Вербовецький повіт
3. Грудецький повіт
4. Дубенський повіт
5. Зіньківський повіт
6. Кам'янецький повіт
7. Кременецький повіт
8. Летичівський повіт
9. Проскурівський повіт
10. Старокостянтинівський повіт
11. Ушицький
12. Ямпільський повіт